# Drosophila mulleri
Drosophila mulleri is een vliegensoort uit de familie van de fruitvliegen (Drosophilidae). De wetenschappelijke naam van de soort werd voor het eerst geldig gepubliceerd in 1921 door Alfred Sturtevant.